# Прейвит-Аленский археологический музей
Прейвит-Аленский музей археологии — небольшой археологический музей при Университете Корбана в Сейлеме, штат Орегон. Основанный в 1950-х годах, музей расположен в школьной библиотеке на территории сельского кампуса. Артефакты и копии происходят в основном из Восточного Средиземноморья и включают копии Розеттского камня и Законов Хаммурапи, а также коллекцию древних масляных ламп и всемирно известный папирусный палимпсест. В коллекции музея насчитывается более 900 экспонатов.

## История
Роберт Аллен начал настаивать на создании музея в 1953 году в тогдашнем Западном баптистском библейском колледже. Роберт считал, что артефакты могут помочь ему в обучении в классе.. В том же году он купил фрагмент папируса 5-го века нашей эры, который теперь известен как Папирус Аллена. В 1964 году Аллен начал семилетнее турне по всему миру, включая остановки в 39 странах от Ближнего Востока до Европы. Во время этого путешествия он собирал артефакты для музея, вернувшись в колледж в мае 1971 года.
Первоначально музей назывался "Археологический Музей Роберта С. Аллена". В 1975 году музей одолжил папирус Аллена Калифорнийскому технологическому институту для проведения исследований с использованием программного обеспечения, используемого для уменьшения статических помех на снимках, полученных с зондов Маринер, посланных на Марс и другие планеты. Исследование было направлено на изучение того, как лучше рассмотреть письмена, которые были стерты из первоначального папируса, когда он был повторно использован более поздними переписчиками. К 1998 году коллекция музея выросла примерно до 600 экспонатов. Адриан Джефферс занял пост куратора в том же году. В марте 2008 года, музей приобрел полномасштабную копию маски Тутанхамона. В конце 2008 года музею был подарен свиток Торы середины 19-го века стоимостью в 90 000 долларов. В 2009 году коллекция музея выросла до более чем 900 экспонатов.

## Экспонаты

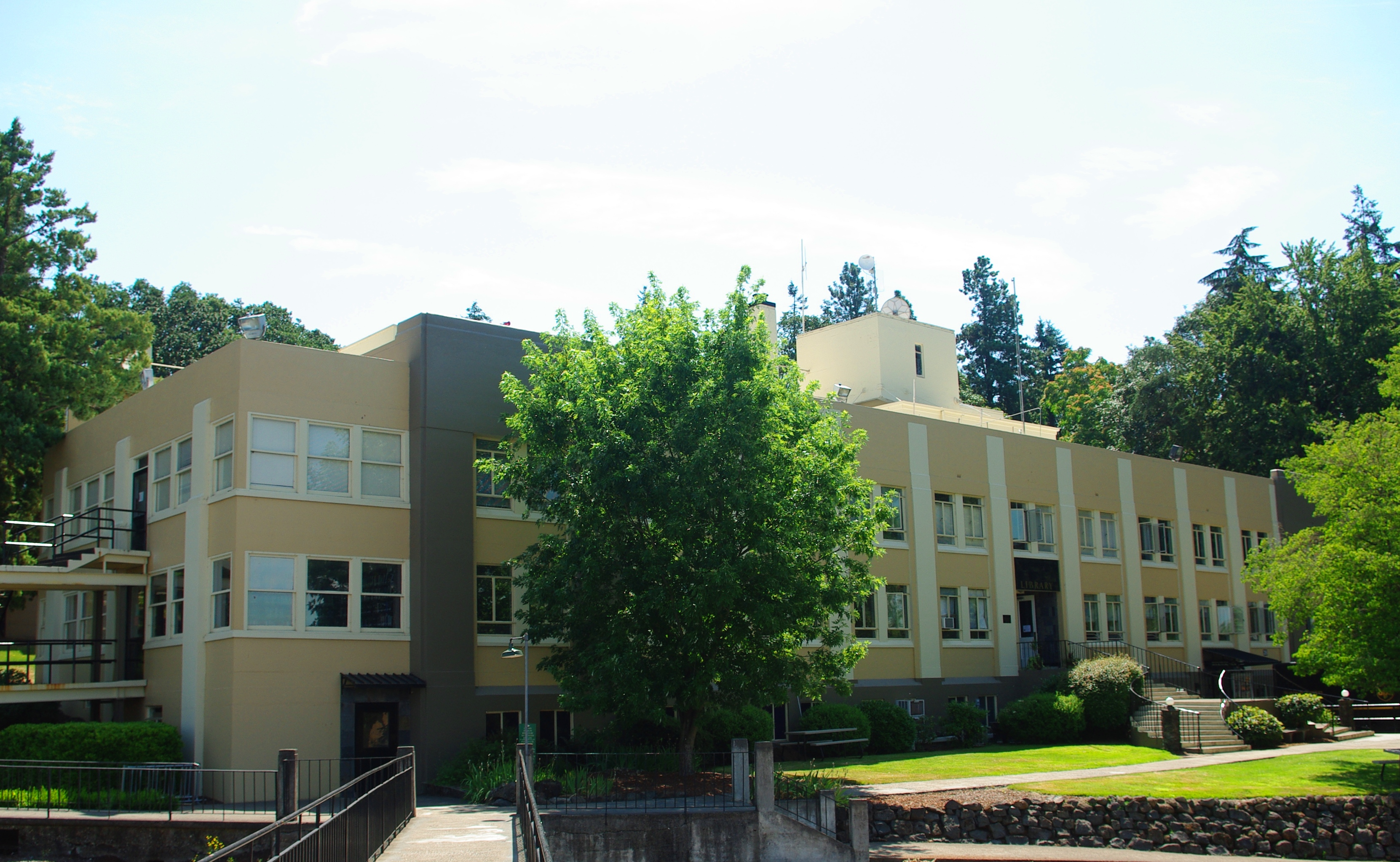
Здание библиотеки и музея

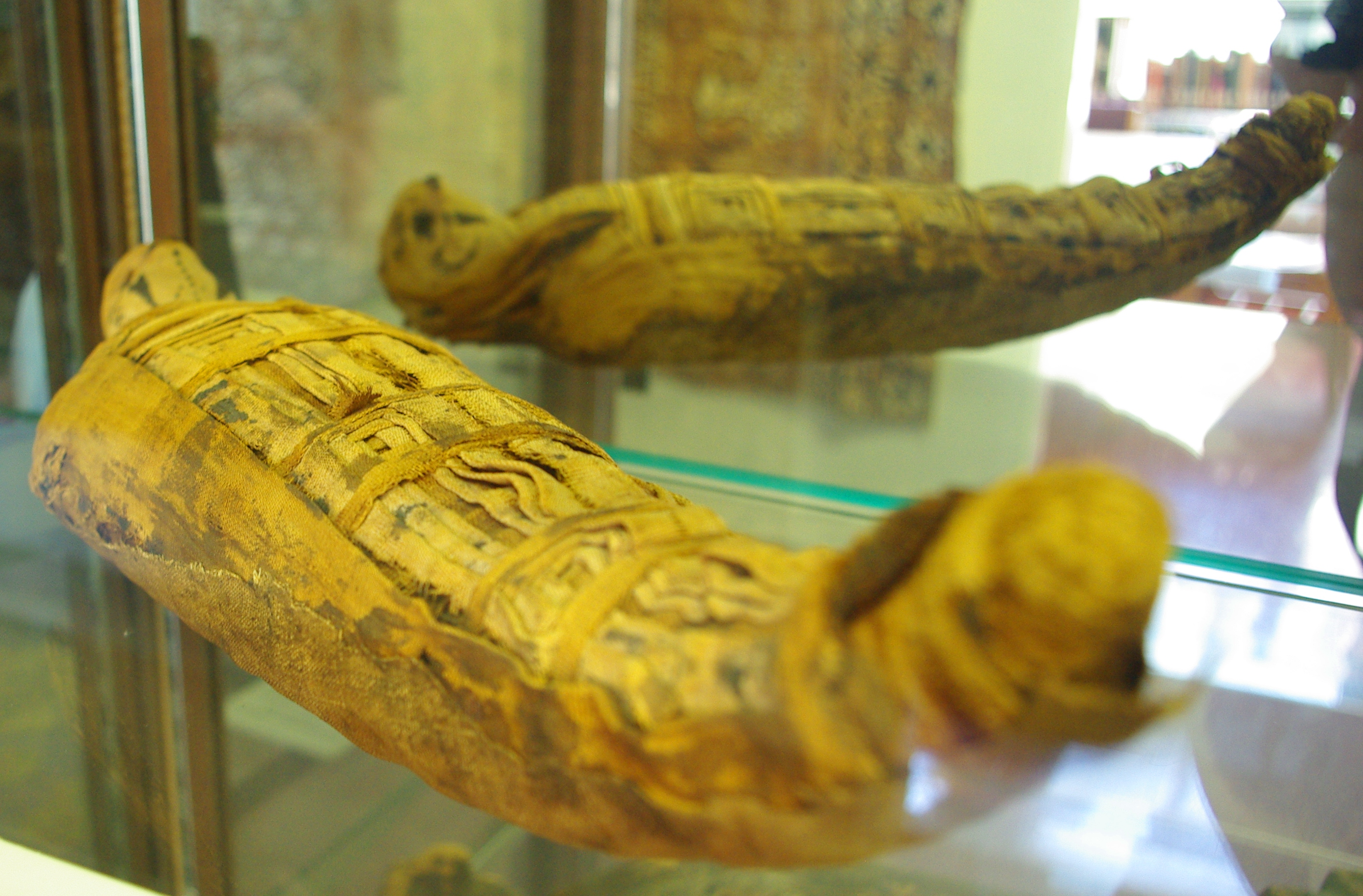
Мумия сокола в музее

Археологический музей Прюитт-Аллена в настоящее время находится в библиотеке Университета Корбана. Музей открыт в те же часы, что и библиотека, с бесплатным входом. Артефакты в коллекциях поступают в основном из региона вокруг Восточного побережья Средиземного моря. Этот регион включает в себя современные территории Греции, Турции, Ливана, Израиля, Ирака и Египта, а также древние земли Шумера, Месопотамии и Палестины.
Музей включает в себя коллекцию масляных ламп, которые датируются еще бронзовым веком. Эта коллекция показывает эволюцию лампы и включает в себя более новые версии, датируемые железным веком и Средневековьем. другие повседневные предметы, хранящиеся в музее, включают ручные инструменты, скребки, керамику, наконечники стрел, чашки, флаконы духов, монеты и глиняные таблички. Эти фрагменты демонстрируют, какой была жизнь в древности в Египте, Греции, Палестине и Месопотамии.
Палимпсестский пергамент, датируемый примерно 700 годом нашей эры, является самым ценным экспонатом в коллекции музея. Палимпсесты - это документы, первоначальный текст которых был стерт, а поверх старого текста была сделана новая запись. Этот артефакт содержит коптские письмена, касающиеся книги премудрости Соломона, переписывающие более древние тексты глоссария «Георгик» Вергилия, написанные на греческом языке.
Другие важные экспонаты музея датируются 3000 годом до нашей эры — глиняные черепки, датируемые этим временем, являются самыми древними предметами в коллекции. 
Среди других экспонатов — несколько предметов, связанных с мумификацией в Древнем Египте. Одна из них — это витрина с алебастровыми канопами, в которых хранятся внутренние органы мумий. Другой экспонат — мумия сокола, датируемая 1500 годом до нашей эры. Мумия представляет собой шкатулку в форме Осириса.
Музей включает в свои коллекции несколько крупных реплик. Одна из реплик — полноразмерная копия Розеттского камня, которая была отлита из формы, созданной из оригинала. Другие реплики музея - копия законов Хаммурапи, обелиск Шалманесер, украшения Нефертити и золотой бюст фараона Тутанхамона. 